# Mead (Waszyngton)
Mead – jednostka osadnicza w Stanach Zjednoczonych, w stanie Waszyngton, w hrabstwie Spokane.